# Vision of Love
Vision of Love – piosenka w stylu muzyki pop skomponowana przez Mariah Carey i Bena Marguliesa. Utwór został wydany jako pierwszy singel i promował debiutancki album Mariah Carey. Pierwszy singel, który zajął pierwszą pozycje na Billboard i zapoczątkował passę kolejnych numerów 1.

## Informacje
"Vision of Love" była pierwszą piosenką napisaną przez Carey i Marguliesa po podpisaniu kontraktu z Tommym Mottolą. Wersja albumowa piosenki różniła się od dema nagranego przez Carey. W tekście zawarta jest koncepcja "wizji miłości", za którą protagonista piosenki dziękuje Bogu.

## Nagrody i nominacje
Piosenka otrzymała trzy nominacje do nagród Grammy w kategoriach: "Piosenka Roku", "Nagranie Roku", "Najlepsza Kobieca Piosenka Pop". Wygrała jedną nagrodę w kategorii "Najlepsza Kobieca Piosenka Pop". Singel odniósł wielki sukces na całym świeci, zdobywając wysokie pozycje list, jego sprzedaż przekroczyła liczbę 1 150 000.

## Inne wersje
Dwie wersje live piosenki zostały umieszczone na ekskluzywnym wydaniu singla.

## Lista i format singla
Stany Zjednoczone CD singel, cassette single, 7" singel
1. "Vision of Love"
2. Połączenie piosenek z albumu Mariah Carey: "Prisoner"/ "All in Your Mind"/ "Someday"

Wielka Brytania CD singel, 7" singel
1. "Vision of Love"
2. "Sent from up Above"

Świat CD singel
1. "Vision of Love"
2. "Sent from up Above"
3. Połączenie piosenek z albumu Mariah Carey: "Prisoner"/ "All in Your Mind"/ "Someday"

## Data wydania
| Region                   | Data              | Format                                |
| ------------------------ | ----------------- | ------------------------------------- |
| Stany Zjednoczone        | 11 czerwca 1990   | CD singel, cassette single, 7" singel |
| Europa i Wielka Brytania | lipiec – sierpień | 7" singel, CD singel                  |
| Australia                | 12 sierpnia 1990  | 7" singel                             |
| Francja                  | 10 listopada 1990 | 7" singel                             |

## Listy przebojów
| Kraj              | Lista przebojów (1990)          | Pozycja |
| ----------------- | ------------------------------- | ------- |
| Australia         | ARIA Singles Chart              | 9       |
| Francja           | Singles Top 100                 | 25      |
| Holandia          | Singles Chart                   | 8       |
| Irlandia          | Singles Chart                   | 10      |
| Izrael            | Singles Chart                   | 8       |
| Japonia           | Hot 100 Singles                 | 1       |
| Kanada            | Canadian Hot 100                | 1       |
| Niemcy            | Singles Chart                   | 17      |
| Nowa Zelandia     | RIANZ Singles Chart             | 1       |
| Szwecja           | Singles Chart                   | 17      |
| Szwajcaria        | Singles Top 100                 | 24      |
| Stany Zjednoczone | Billboard Hot 100               | 1       |
| Stany Zjednoczone | Billboard Hot R&B/Hip-Hop Songs | 1       |
| Stany Zjednoczone | Billboard Pop                   | 1       |
| Stany Zjednoczone | Billboard Hot 100 Airplay       | 1       |
| Stany Zjednoczone | Billboard Adult Contemporary    | 1       |
| Wielka Brytania   | UK Singles Chart                | 9       |

## Sprzedaż i certyfikaty
| Kraj              | Sprzedaż   | Certyfikat |
| ----------------- | ---------- | ---------- |
| Australia         | 35 000+    | złoto      |
| Francja           | 70 000+    | –          |
| Niemcy            | 135 000+   | –          |
| Nowa Zelandia     | 5 000+     | złoto      |
| Stany Zjednoczone | 500 000+   | złoto      |
| Wielka Brytania   | 160 000+   | –          |
| Świat             | 1 150 000+ | –          |